# Velika Vrbnica
Velika Vrbnica (izvirno srbsko Велика Врбница) je naselje v Srbiji, ki upravno spada pod Občino Aleksandrovac; slednja pa je del Rasinskega upravnega okraja.

## Demografija
V naselju živi 377 polnoletnih prebivalcev, pri čemer je njihova povprečna starost 41,3 let (39,3 pri moških in 43,7 pri ženskah). Naselje ima 116 gospodinjstev, pri čemer je povprečno število članov na gospodinjstvo 4,05.
|  |

| Demografija | Demografija     | Demografija     |
| Leto        | Št. prebivalcev | Št. prebivalcev |
| ----------- | --------------- | --------------- |
|             |                 |                 |
|             |                 |                 |
|             |                 |                 |
|             |                 |                 |
| 1948        | 754             |                 |
| 1953        | 794             |                 |
| 1961        | 774             |                 |
| 1971        | 705             |                 |
| 1981        | 619             |                 |
| 1991        | 484             | 480             |
| 2002        | 471             | 470             |
|             |                 |                 |

| Etnična sestava po popisu iz leta 2002 | Etnična sestava po popisu iz leta 2002 | Etnična sestava po popisu iz leta 2002 | Etnična sestava po popisu iz leta 2002 | Etnična sestava po popisu iz leta 2002 |
| -------------------------------------- | -------------------------------------- | -------------------------------------- | -------------------------------------- | -------------------------------------- |
| Srbi                                   | Srbi                                   |                                        | 469                                    | 99,78%                                 |
| Rusi                                   | Rusi                                   |                                        | 1                                      | 0,21%                                  |
| Neznano                                | Neznano                                |                                        | 0                                      | 0,0%                                   |